# Diwân
Pour les articles homonymes, voir Diwan.
Albums de Rachid Taha
Carte blanche
(1997) 1, 2, 3 Soleils
(1999)
Diwân est le quatrième album solo de Rachid Taha paru en 1998 sur le label Barclay Records. L'album est produit par Steve Hillage qui joue aussi la guitare. 

## Liste des titres
1. Ya rayah
2. Ida
3. Habina
4. Bent sahra
5. Ach adani
6. El h'mame
7. Enti rahti
8. Menfi
9. Bani al insane
10. Malheureux toujours
11. Aiya aiya

## Musiciens ayant participé à l'album
- Rachid Taha : chant
- Steve Hillage : guitare, programmation
- Nabil Khalidi : oud, banjo, chœurs, percussions
- Kaseeme Jalanne : oud
- Aziz Ben Salem : flûte
- Hossam Ramsy : percussions
- Bob Loveday, Geoffrey Richardson, Pete Macgowan : violons
- Amina Alaoui : chœurs